# José Chamot
José Antonio Chamot Reguero (ur. 17 maja 1969 w Concepción del Uruguay) – argentyński piłkarz grający na pozycji środkowego lub bocznego obrońcy.

## Kariera klubowa
Chamot wychował się w klubie Gimnasia y Esgrima Concepcion del Uruguay pochodzącego z jego rodzinnej miejscowości Concepción del Uruguay. Już w 1988 roku mając 19 lat przeszedł do pierwszoligowego klubu Rosario Central. 28 stycznia 1989 zadebiutował w jego barwach w ekstraklasie Argentyny w przegranym 0:1 wyjazdowym spotkaniu ze stołecznym Argentinos Juniors. Swojego pierwszego gola zdobył już w sezonie 1989/1990 – 3 września 1989 (San Lorenzo de Almagro – Rosario Central 0:2). W Rosario występował do końca roku 1990 i do tego czasu rozegrał 48 spotkań dla tego klubu i zdobył w nich 2 bramki.
Jeszcze w 1990 roku Chamot zasilił szeregi włoskiej Pisy Calcio, w której stał się trzecim obcokrajowcem obok rodaka Diego Simeone, a także Duńczyka Henrika Larsena. W Serie A swój pierwszy mecz rozegrał 11 listopada, a Pisa uległa w nim Sampdorii 2:4. Na koniec sezonu 1990/1991 zespół spadł jednak do Serie B i przez kolejny sezon Argentyńczyk występował na drugim froncie przez kolejne dwa lata. W 1993 roku zmienił barwy klubowe i trafił do 11. zespołu Serie A, Foggi. Z powodu kontuzji rozegrał tylko 20 spotkań, ale Foggia spisała się udanie zajmując 9. pozycję w ekstraklasie.
Latem 1994 Chamot został zawodnikiem stołecznego S.S. Lazio. W sezonie 1994/1995 osiągnął swój pierwszy większy sukces w karierze, jakim było wywalczenie wicemistrzostwa Włoch. W 1996 roku zajął z Biancocelestimi 3. miejsce w Serie A, a także zadebiutował w europejskich pucharach. W 1997 roku zajął 4. miejsce, a w sezonie 1997/1998 przyczynił się do zdobycia Pucharu Włoch. W Lazio przez 3,5 roku rozegrał 100 spotkań ligowych i zdobył jednego gola.
W 1998 roku Chamot wyjechał do Hiszpanii i podpisał kontrakt z Atlético Madryt. W La Liga zadebiutował 29 sierpnia w przegranym 0:1 meczu z Valencią. W swoim pierwszym sezonie w madryckim klubie występował w wyjściowej jedenastce, ale już w następnym częściej zasiadał na ławce rezerwowych. Na dodatek Atlético zaliczyło nieudany sezon i zajmując 19. pozycję w Primera División zostało zdegradowane do drugiej ligi.
Na początku 2000 roku José powrócił na Półwysep Apeniński i przeszedł do A.C. Milan. W Mediolanie przegrywał jednak rywalizację z innymi bocznymi obrońcami jak Serginho, Thomas Helveg czy Kacha Kaladze. Jedynym sukcesem za czasów gry w Rossonerich było zdobycie Pucharu Włoch w 2003 roku. Przez 3,5 roku Argentyńczyk wystąpił zaledwie w 49 spotkaniach. Latem 2003 przeszedł do hiszpańskiego drugoligowca CD Leganés, ale zaliczył tam tylko jeden występ. Ostatnie dwa lata kariery spędził w Rosario Central, ale z powodu kontuzji rozegrał tylko 4 spotkania. Ostatecznie w 2006 roku postanowił zakończyć sportową karierę. Liczył sobie wówczas 37 lat.

## Kariera reprezentacyjna
W reprezentacji Argentyny zadebiutował 31 października 1993 roku w zremisowanym (1:1) spotkaniu z Australią, rozegranym w ramach barażu o awans do Mistrzostw Świata 1994.
Rok później został przez Alfio Basile powołany na ten turniej. W USA był podstawowym zawodnikiem Argentyny i wystąpił we wszystkich meczach tej drużyny: grupowych z Grecją (4:0), Nigerią (2:1) i Bułgarią (0:2), a także w 1/8 finału z Rumunią (2:3).
Cztery lata póżźniej na Mundialu we Francji 1998 wystąpił w czterech spotkaniach: z Japonią (1:0), Jamajką (5:0), w 1/8 z Anglią (2:2, p.k 4:3) i ćwierćfinale z Holandią (1:2). Na Mundialu 2002 zaliczył tylko jeden mecz - ze Szwecją (1-1).
Był częścią kadry na Igrzyskach Olimpijskich w Atlancie, skąd przywiózł srebrny medal (wystąpił w przegranym 2:3 finale z Nigerią). W 1995 roku został zwycięzca Copa América 1995.
Karierę reprezentacyjną zakończył w 2002 roku, łącznie w drużynie Albicelestes zagrał 43 razy i strzelił 2 gole.

## Statystyki
| Sezon   | Klub            | Kraj      | Rozgrywki        | Mecze | Bramki |
| ------- | --------------- | --------- | ---------------- | ----- | ------ |
| 1988/89 | Rosario Central | Argentyna | Primera División | 19    | 0      |
| 1989/90 | Rosario Central | Argentyna | Primera División | 29    | 2      |
| 1990/91 | Rosario Central | Argentyna | Primera División | 10    | 0      |
| 1990/91 | Pisa Calcio     | Włochy    | Serie A          | 20    | 0      |
| 1991/92 | Pisa Calcio     | Włochy    | Serie B          | 33    | 1      |
| 1992/93 | Pisa Calcio     | Włochy    | Serie B          | 34    | 0      |
| 1993/94 | US Foggia       | Włochy    | Serie B          | 20    | 0      |
| 1994/95 | S.S. Lazio      | Włochy    | Serie A          | 28    | 1      |
| 1995/96 | S.S. Lazio      | Włochy    | Serie A          | 32    | 0      |
| 1996/97 | S.S. Lazio      | Włochy    | Serie A          | 29    | 0      |
| 1997/98 | S.S. Lazio      | Włochy    | Serie A          | 11    | 0      |
| 1998/99 | Atlético Madryt | Hiszpania | Primera División | 33    | 1      |
| 1999/00 | Atlético Madryt | Hiszpania | Primera División | 12    | 0      |
| 1999/00 | A.C. Milan      | Włochy    | Serie A          | 13    | 0      |
| 2000/01 | A.C. Milan      | Włochy    | Serie A          | 14    | 0      |
| 2001/02 | A.C. Milan      | Włochy    | Serie A          | 22    | 0      |
| 2002/03 | A.C. Milan      | Włochy    | Serie A          | 2     | 0      |
| 2003/04 | CD Leganés      | Hiszpania | Segunda División | 1     | 0      |
| 2004/05 | Rosario Central | Argentyna | Primera División | 1     | 0      |
| 2005/06 | Rosario Central | Argentyna | Primera División | 3     | 0      |

## Sukcesy

### Klubowe
S.S. Lazio
- Puchar Włoch: 1997–98

A.C. Milan
- Liga Mistrzów UEFA: 2002–03
- Puchar Włoch: 2002–03

### Reprezentacyjne

#### Argentyna
- srebrny medal Igrzysk Olimpijskich 1996